# James W. Truran
James Wellington Truran Jr. (* 12. Juni 1940 in Brewster (New York); † 5. März 2022) war ein US-amerikanischer Physiker.

## Werdegang
Truran studierte an der Cornell University (Bachelor-Abschluss 1961) und an der  Yale University, an der er 1963 seinen Master-Abschluss erhielt und 1966 bei Alastair Cameron in Physik promoviert wurde.  1965 bis 1967 war er am Goddard Institute for Space Studies der NASA und 1968/69 Research Fellow am Caltech. 1970 wurde er Associate Professor und später Professor an der Belfer Graduate School of Science der Yeshiva University. 1973 bis 1991 war er Professor für Astronomie an der University of Illinois at Urbana-Champaign und wurde danach Professor an der University of Chicago.
Er befasste sich mit theoretischer nuklearer Astrophysik. In seiner Dissertation befasste er sich mit Kernreaktionsraten im Rahmen von Supernova-Explosionen, was unter anderem zur Vorhersage der Erzeugung des Nickelisotops 56 bei Supernovaexplosionen führte, dessen radioaktiver Zerfall nach der Explosion die Lichtkurven von Typ-Ia-Supernovae dominiert. Typ-Ia-Supernovae haben eine besondere Bedeutung als Standardkerzen in der Kosmologie.
Er befasste sich auch mit s-Prozessen in Sternen, Kohlenstoff-Explosionsmodellen von Ia-Supernovae, r-Prozessen in metallarmen Sternen und chemischer Evolution von Galaxien. Er war an der Entwicklung des FLASH-Simulationscodes für thermonuklearer Supernovaexplosionen beteiligt.
Er war 1979/80 Guggenheim Fellow, erhielt einen Humboldt-Forschungspreis, mit dem er 1986/87 am Max-Planck-Institut für Astrophysik war, und einen Carl Sagan Memorial Award. Truran war ab 1995 Fellow der American Academy of Arts and Sciences und ab 1987 der American Physical Society. 1985 bis 1988 war er Vizepräsident im Rat des Aspen Center for Physics.
2020 erhielt er den Laboratory Astrophysics Prize der Laboratory Astrophysics Division (LAD) der American Astronomical Society für seine theoretische Arbeit über die Bildung früher Sterne und die Geschichte der Nukleosynthese im Universum, sowie für wesentliche Beiträge zum Studium astrophysikalischer thermonuklearer Explosionen, Nukleosynthese und die Verwendung von Kernzerfalls-Chronometern für die Bestimmung des Alters stellarer und irdischer Materie (Laudatio). Für 2021 erhielt er den Hans-A.-Bethe-Preis.

## Auszeichnungen (Auswahl)
- Humboldt-Forschungspreis
- Carl Sagan Memorial Award
- Hans-A.-Bethe-Preis